# Paulo Roberto Moreira da Costa
Paulo Roberto Moreira da Costa (Salvador, 29 april 1969), spelersnaam Paulão, is een voormalig Braziliaans beachvolleyballer. Met Paulo Emilio Silva Azevedo won hij in 1997 brons bij de wereldkampioenschappen.

## Carrière
Paulão begon zijn internationale beachvolleybalcarrière in 1991. Hij debuteerde met Paulo Emilio – met wie hij het grootste deel van zijn carrière zou samen spelen – bij het Open-toernooi van Rio de Janeiro in de FIVB World Tour. Het jaar daarop nam het duo deel aan vier toernooien in de World Tour waarbij twee overwinningen (Enoshima en Lignano), een tweede (Rio) en een zevende plaats (Almería) werden behaald. In 1993 eindigden ze als negende in Rio. Een jaar later won Paulão beide toernooien in Enoshima en Carolina waar hij met Roberto Lopes da Costa aan meedeed. In 1995 namen Paulão en Paulo Emilio deel aan twaalf internationale toernooien. Het tweetal won in Lignano en behaalde verder drie vierde plaatsen (Marseille, Espinho en Kaapstad). Het jaar daarop waren ze actief op dertien toernooien in de World Tour met een eerste plaats in João Pessoa als beste resultaat. In Pornichet en Lignano eindigden ze verder als vierde en in Alanya en Fortaleza als vijfde.
In 1997 speelden de twee op tien reguliere FIVB-toernooien waarbij ze enkel in de top tien eindigden. Ze werden eenmaal eerste (Alanya), tweemaal derde (Klagenfurt en Oostende), eenmaal vierde (Berlijn), tweemaal vijfde (Tenerife en Fortaleza) en viermaal negende (Rio, Lignano, Marseille en Espinho). Daarnaast namen Paulão en Paulo Emilio in Los Angeles deel aan de eerste officiële wereldkampioenschappen beachvolleybal waar ze het brons wonnen na de halve finale verloren te hebben van hun landgenoten en latere kampioenen Rogerio Ferreira en Guilherme Marques. Het daaropvolgende seizoen deed het duo mee aan negen toernooien met onder meer een tweede plaats in Mar del Plata en vierde plaatsen in Marseille en Klagenfurt als resultaat. Daarnaast kwam Paulão twee wedstrijden uit met Jan Ferreira de Souza en een met Murilo Toscano Teixeira. In 1999 wist hij met Rodrigo Pietraroia niet tot het hoofdtoernooi van de WK in Marseille te komen en bij de twee overige toernooien op het hoogste mondiale niveau – waarvan een gespeeld met Rodrigo en een met Marcello Carvalhaes – kwam hij niet verder dan een drie-en-dertigste plek in Vitória.
Van 2000 tot en met 2001 partnerde Paulão met Jefferson Bellaguarda. Het eerste jaar deden ze mee aan zes toernooien in de World Tour. Het tweetal eindigde daarbij als derde in Klagenfurt, als vierde in Vitória en als vijfde in Espinho. Het seizoen daarop bereikten ze bij tien reguliere FIVB-toernooien tweemaal de negende plaats (Berlijn en Marseille). Bij de WK in Klagenfurt strandden ze na twee nederlagen in de groepsfase. In 2002 en 2003 vormde Paulão opnieuw een team met Paulo Emilio. In die twee jaar namen ze in totaal deel aan negen mondiale toernooien met een vijfde plaats in Fortaleza als beste resultaat. In juli 2003 maakte hij bij het kwalificatietoernooi van de Stavanger Open zijn laatste internationale optreden.

## Palmares
Kampioenschappen
- 1997:  WK

FIVB World Tour
- 1992:  Rio de Janeiro Open
- 1992:  Enoshima Open
- 1992:  Lignano Open
- 1994:  Enoshima Open
- 1994:  Carolina Open
- 1995:  Lignano Open
- 1996:  World Series João Pessoa
- 1997:  Klagenfurt Open
- 1997:  Oostende Open
- 1997:  Alanya Open
- 1998:  Mar del Plata Open
- 2000:  Klagenfurt Open